# Комаровський Микола Антонович
Комаровський Микола Антонович (6 грудня 1883, м. Дніпропетровськ — 1972, м. Заліщики) — український драматичний актор, режисер і театральний антрепренер.

## Життєпис
Від 1906 працював у різних театрах. У роки громадянської війни в Україні прилучився до трупи Гната Юри, яка в січні 1920 у м. Вінниця приєдналася до «Нового Львівського театру»; згодом вони об'єдналися й утворили Київський драматичний театр імені Івана Франка. Частина акторів-галичан, з ними й Комаровський, відділилася.
На Західній Волині працювали у трупах «Емігрант» В. Собінця. Згодом у трупах «Український драматичний» Раїси Бойко, І. Городничого (1922—1931).
1931—1939 — антрепренер театру «Промінь» на Волині, Поліссі та в Галичині. У жовтні 1939 на базі приватних труп ім. Миколи Садовського на чолі з Панасом Карабіневичем, «Променя» і театру Богдана Сарамаги створили Тернопільський державний драматичний театр ім. І. Франка, організатором і першим мистецьким керівником якого і став Микола Комаровський. У театрі у 1939—1947 він працював актором і режисером.

## Вистави і ролі
на тернопільській сцені:
- Возний («Наталка Полтавка» Івана Котляревського),
- Шельменко («Шельменко-денщик» Григорія Квітки-Основ'яненка),
- «Циганка Аза» Михайла Старицького,
- «Дай серцю волю...» Марка Кропивницького,
- фон Кальб («Підступність і кохання» Фрідріха Шіллера) та інші.

1949—1966 — режисер народного драматичного театру Заліщицького будинку культури.
Помер 1972 року і похований в Заліщиках.